# Ronde van Luxemburg 2017
De 77e editie van de wielerwedstrijd Ronde van Luxemburg vond plaats van 31 mei tot en met 4 juni 2017. De start en finish waren in de gelijknamige hoofdstad Luxemburg. De ronde maakte deel uit van de UCI Europe Tour 2017 in de categorie 2.HC.

## Deelnemende ploegen
| WorldTour       | ProContinentaal              | Continentaal        |
| --------------- | ---------------------------- | ------------------- |
| BMC Racing Team | Cofidis                      | Leopard Pro Cycling |
|                 | Fortuneo-Vital Concept       | Team Differdange    |
|                 | Nippo-Vini Fantini           | Armée de Terre      |
|                 | Roompot-Nederlandse Loterij  | Team Veloconcept    |
|                 | Sport Vlaanderen-Baloise     | Team Lotto-Kernhaus |
|                 | Veranda's Willems-Crelan     |                     |
|                 | Wanty-Groupe Gobert          |                     |
|                 | WB Veranclassic-Aqua Protect |                     |

## Startlijst
Roompot-Nederlandse Loterij
- 1.  Pieter Weening
- 2.  Tim Ariesen
- 3.  Martijn Budding
- 4.  Pim Ligthart
- 5.  Oscar Riesebeek
- 6.  Martijn Tusveld
- 7.  Etienne van Empel
- 8.  Berden de Vries

BMC Racing Team
- 11. —
- 12.  Jempy Drucker
- 13.  Martin Elmiger
- 14.  Floris Gerts
- 15.  Michael Schär
- 16.  Greg Van Avermaet
- 17.  Nathan Van Hooydonck
- 18.  Loïc Vliegen

WB Veranclassic Aquality Protect
- 21.  Alex Kirsch
- 22.  Sébastien Delfosse
- 23.  Grégory Habeaux
- 24.  Justin Jules
- 25.  Christophe Masson
- 26.  Dimitri Peyskens
- 27.  Ludovic Robeet
- 28.  Antoine Warnier

Cofidis
- 31.  Yoann Bagot
- 32.  Loïc Chetout
- 33.  Nicolas Edet
- 34.  Hugo Hofstetter
- 35. —
- 36.  Luis Ángel Maté
- 37.  Anthony Perez
- 38.  Stephane Rossetto

Sport Vlaanderen-Baloise
- 41.  Jonas Rickaert
- 42.  Benjamin Declercq
- 43.  Maxime Farazijn
- 44.  Piet Allegaert
- 45.  Thomas Sprengers
- 46.  Stijn Steels
- 47.  Bert Van Lerberghe
- 48.  Ruben Pols

Team Wanty-Groupe Gobert
- 51.  Simone Antonini
- 52.  Jérôme Baugnies
- 53.  Wesley Kreder
- 54.  Frederik Veuchelen
- 55.  Fabien Doubey
- 56.  Andrea Pasqualon
- 57.  Xandro Meurisse
- 58.  Kévin Van Melsen

Fortuneo-Oscaro
- 61.  Maxime Bouet
- 62.  Franck Bonnamour
- 63.  Brice Feillu
- 64.  Arnold Jeannesson
- 65.  Kévin Ledanois
- 66.  Francis Mourey
- 67.  Pierre-Luc Perichon
- 68.  Eduardo Sepulveda

Team Differdange-Losch
- 71.  Claudio Catania
- 72.  Ivan Centrone
- 73.  Jelle Donders
- 74.  Krisztián Lovassy
- 75.  Jan Petelin
- 76.  Tom Thill
- 77.  Tom Vermeer
- 78.  Mike Diener

Leopard Pro Cycling
- 81.  Jan Brockhoff
- 82.  Carmelo Foti
- 83.  Alexander Krieger
- 84.  John Mandrysch
- 85.  Aksel Nommela
- 86.  Gaetan Pons
- 87.  Szymon Rekita
- 88.  Tom Wirtgen

Nippo-Vini Fantini
- 91.  Nicola Bagioli
- 92.  Giacomo Berlato
- 93.  Alessandro Bisolti
- 94.  Pierpaolo De Negri
- 95. —
- 96.  Yuma Koishi
- 97.  Kazushige Kuboki
- 98.  Riccardo Stacchiotti

Veranda's Willems-Crelan
- 101.  Timothy Dupont
- 102.  Sander Cordeel
- 103.  Otto Vergaerde
- 104.  Huub Duyn
- 105. —
- 106.  Christophe Premont
- 107.  Elias Van Breussegem
- 108.  Dries De Bondt

Armee de Terre
- 111.  Damien Gaudin
- 112.  Fabien Canal
- 113.  Benjamin Thomas
- 114.  Jimmy Raibaud
- 115.  Kevin Lebreton
- 116.  Bryan Alaphilippe
- 117.  Romain Le Roux
- 118.  Julien Loubet

Team Veloconcept
- 121.  Alexander Kamp
- 122.  Rasmus Guldhammer
- 123.  Michael Reihs
- 124.  Mads Baadsgaard
- 125.  Kasper Asgreen
- 126.  Michael Carbel
- 127.  Andreas Hyldgaard
- 128.  Nicolaj Steen

Team Lotto-Kern Haus
- 131.  Raffael Freienstein
- 132.  Christopher Hatz
- 133.  Joshua Huppertz
- 134.  Tobias Knaup
- 135.  Fabian Schormaier
- 136.  Luc Turchi
- 137.  Richard Weinzheimer
- 138.  Daniel Westmattelmann

## Etappe-overzicht
| etappe    | datum  | start      | finish      | type       | afstand  | winnaar           | klassementsleider |
| --------- | ------ | ---------- | ----------- | ---------- | -------- | ----------------- | ----------------- |
| Proloog   | 31 mei | Luxemburg  | Luxemburg   | Proloog    | 2,14 km  | Damien Gaudin     | Damien Gaudin     |
| 1e etappe | 1 juni | Luxemburg  | Bascharage  | Vlakke rit | 172 km   | Jempy Drucker     | Jempy Drucker     |
| 2e etappe | 2 juni | Steinfort  | Walferdange | Heuvelrit  | 178,4 km | Greg Van Avermaet | Jempy Drucker     |
| 3e etappe | 3 juni | Eschweiler | Diekirch    | Heuvelrit  | 192,9 km | Anthony Perez     | Greg Van Avermaet |
| 4e etappe | 4 juni | Mersch     | Luxemburg   | Vlakke rit | 174,6 km | Greg Van Avermaet | Greg Van Avermaet |

## Klassementenverloop
| Etappe  | Winnaar           | Alg klassement    | Punten            | Berg            | Jongeren            | Ploegen         |
| Proloog | Damien Gaudin     | Damien Gaudin     | niet uitgereikt   | niet uitgereikt | Piet Allegaert      | BMC Racing Team |
| 1       | Jempy Drucker     | Jempy Drucker     | Jempy Drucker     | Tom Wirtgen     | Raphael Freienstein | BMC Racing Team |
| 2       | Greg Van Avermaet | Jempy Drucker     | Jempy Drucker     | Brice Feillu    | Piet Allegaert      | BMC Racing Team |
| 3       | Anthony Perez     | Greg Van Avermaet | Greg Van Avermaet | Brice Feillu    | Anthony Perez       | Cofidis         |
| 4       | Greg Van Avermaet | Greg Van Avermaet | Greg Van Avermaet | Brice Feillu    | Xandro Meurisse     | Cofidis         |